# 药叉女

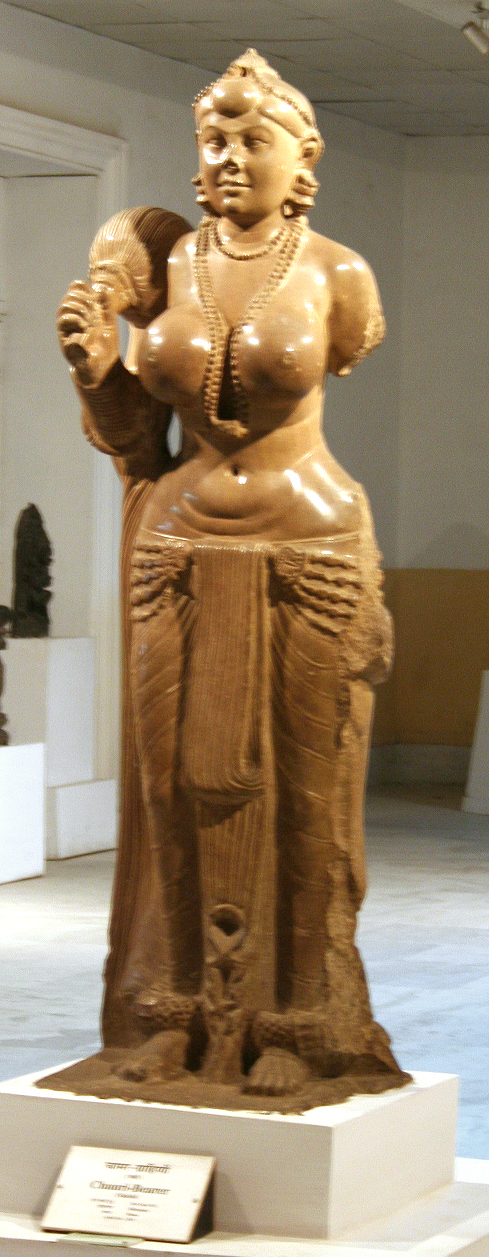
药叉女（公元前3世纪），巴特那博物馆

药叉女（在巴利文也称为 yaksinis 或yaksis 或yakkhini），又譯夜叉女、母夜叉，為女性的夜叉，相貌美艷，身段婀娜，是印度教、佛教和耆那教神话的人物。
在《水滸傳》里孫二娘别称「母夜叉」。

## 描述
女性称之为药叉而男性相对应称为夜叉，他们都服从于俱毗罗。俱毗罗作为印度教司掌财富的神，统治着喜马拉雅山神秘的王国阿拉卡。药叉女经常被描绘成美丽妖娆的女性，有宽臀、细腰、宽肩和丰乳。虽然药叉女通常都认为是仁慈的，但也有药叉女在印度民间传说被看做是邪恶的。

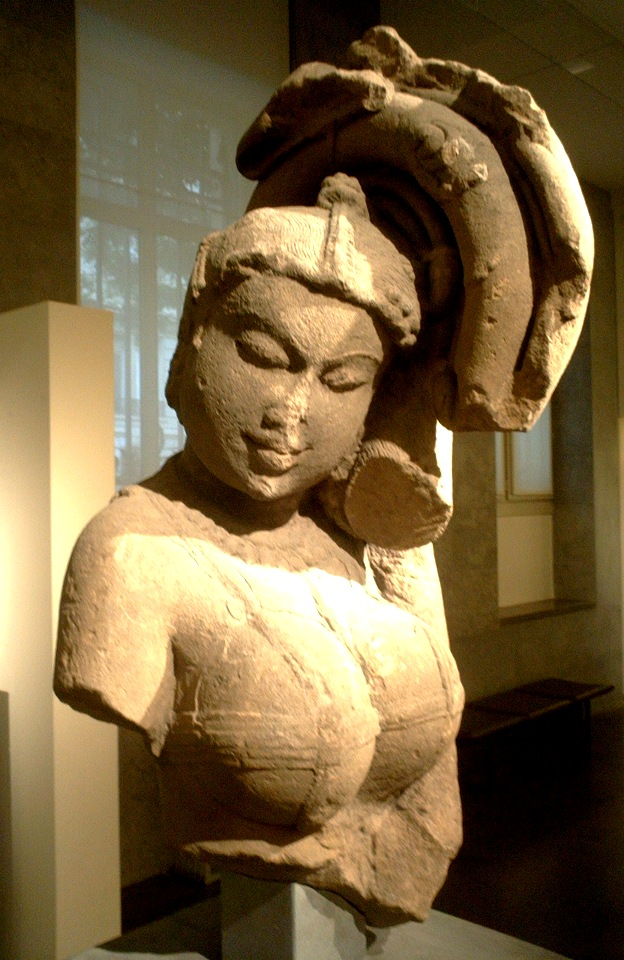
药叉女（10世纪），马图拉，印度。吉梅博物馆。

## 早期雕塑

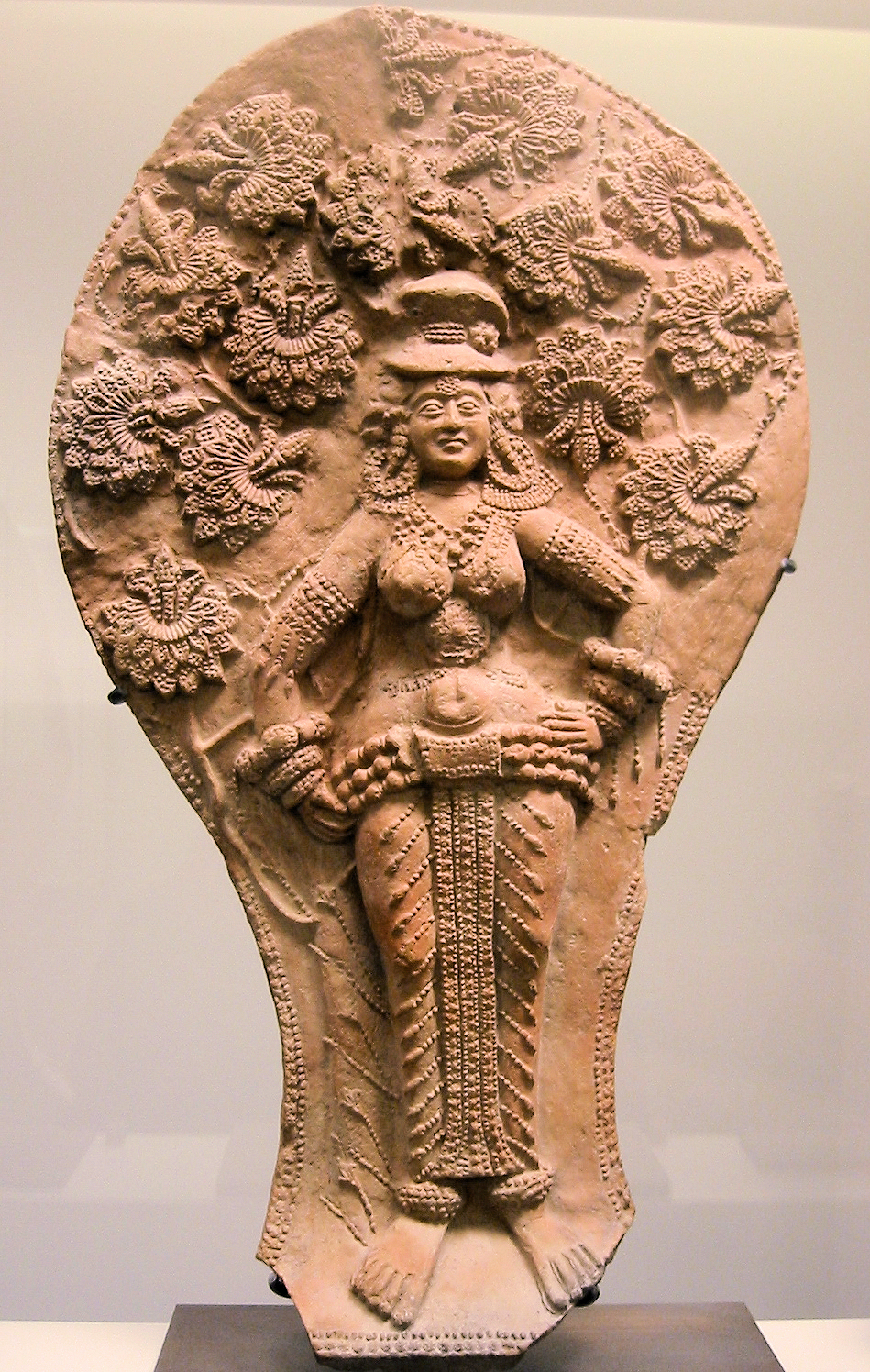
药叉女在開花的阿育王树下。印度巽伽王朝, 西元前一、二世紀

在巴户特浮屠，桑奇大塔和马图拉，药叉女的雕塑在佛塔栏杆支柱很常见。这些显示出在塑造药叉女形象某些特征中明显的进步，例如裸体、笑脸和明显（通常夸大）的女性魅力（与生育有关）。这些雕塑的药叉女通常手摸树枝，呈现婀娜的姿态，因此一些学者认为，在树的脚下的年轻女子是基于古老的树神。
阿育王树与药叉女神话生物紧密相关。往往可以在佛教和印度教寺庙门口发现印度艺术常见的元素：一个站在树干上的药叉女，双手抱着一个开花的阿育王树的分支（或比较少见的，抱着其他的树，花和果实）。作为一种艺术元素，树和药叉女被重重地风格化 。
一些学者认为，年轻的姑娘站在树的脚下是基于印度次大陆的一个古老的生育能力的象征。药叉女是早期佛教古迹中一种重要的装饰元素，在许多古老的佛教遗址都被发现存在。她们成了印度雕塑和印度寺庙建筑标准的装饰元素之一。
萨尔树（娑罗）与阿育王树（无忧树籼稻）在印度次大陆的古代文献中经常被人们混淆。

## 耆那教的药叉女

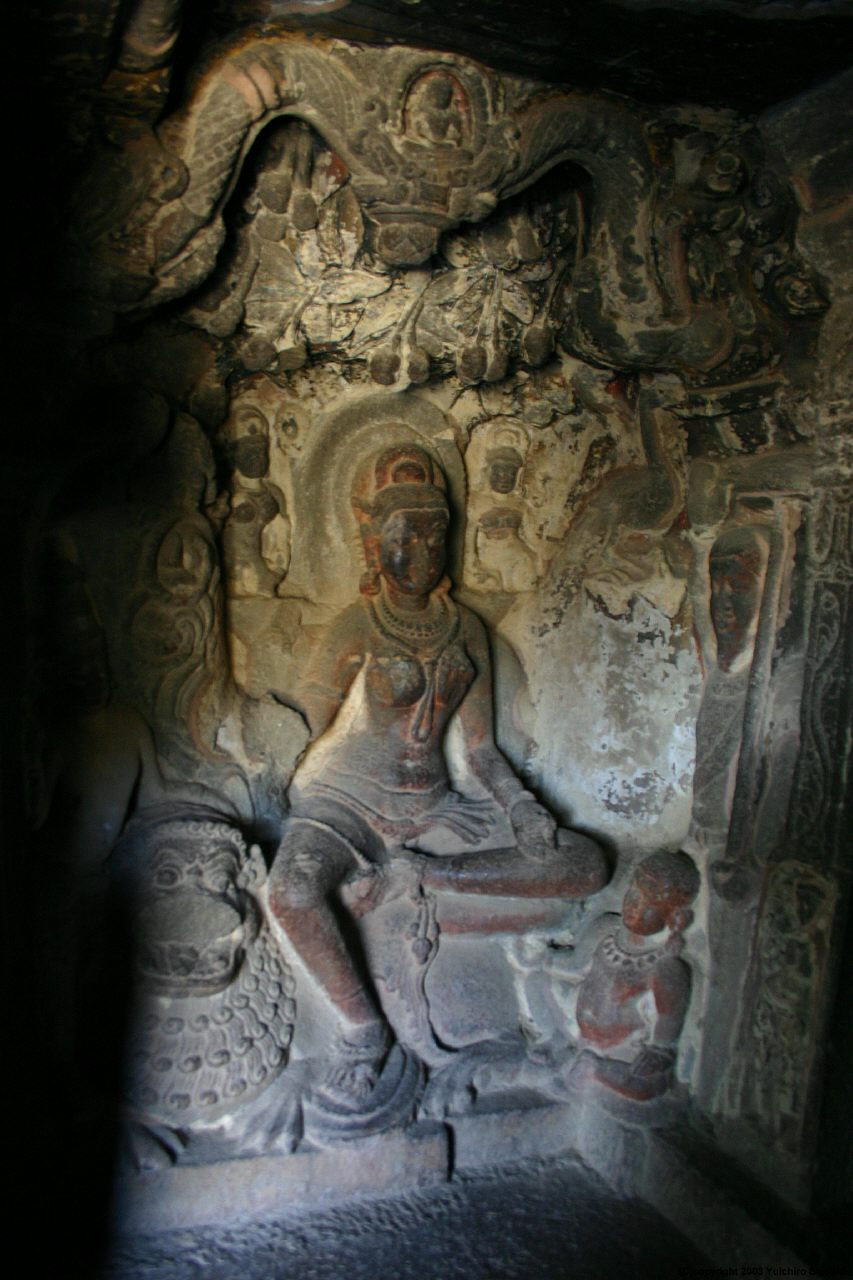
埃洛拉石窟的34石窟里的耆那教一女神Ambika的石像

耆那教有24位药叉女。 

## 喀拉拉邦的药叉女
在印度南部，药叉女被视为“不仁慈”。人们认为她们利用美貌去勾引男子，并喝他们的血。